# Patty Griffin
Patricia Jean "Patty" Griffin, född 16 mars 1964 i Old Town, Maine, är en amerikansk sångerska, gitarrist och låtskrivare.

## Diskografi
Studioalbum
- 1996 – Living with Ghosts
- 1998 – Flaming Red
- 2002 – 1000 Kisses
- 2004 – Impossible Dream
- 2007 – Children Running Through
- 2010 – Downtown Church
- 2013 – American Kid
- 2013 – Silver Bell
- 2015 – Servant of Love

Livealbum
- 2003 – A Kiss in Time
- 2008 – Live from the Artist's Den